# Leptogorgia porosissima
Leptogorgia porosissima är en korallart som beskrevs av Milne Edwards 1857. Leptogorgia porosissima ingår i släktet Leptogorgia och familjen Gorgoniidae. Inga underarter finns listade i Catalogue of Life.